# Bres Ri
Bres Ri lub Breas Ri („Bres Król”) – legendarny zwierzchni król Irlandii z dynastii Milezjan (linia Emera) w latach 527-518 p.n.e. Syn Arta I Imlecha, zwierzchniego króla Irlandii.
Według średniowiecznej irlandzkiej legendy i historycznej tradycji, objął władzę w wyniku mordu na poprzedniku i zabójcy swego ojca, Nuadzie II Finnfailu. W ciągu swych dziewięciu latach panowania, walczył w wielu bitwach przeciw Fomorianom. Ostatecznie zginął w Carn Conluain z ręki Eochaida Apthacha, przedstawiciela bocznej gałęzi rodu Milezjan. Bres pozostawił po sobie syna Sednę Innaraigha, przyszłego zwierzchniego króla Irlandii.